# Podunavski upravni okrug
Podunavski upravni okrug (ćirilično: Подунавски управни округ) se nalazi u središnjem dijelu Srbije. 

## Općine
Podunavski upravni okrug sastoji se od tri općine unutar kojih se nalazi 58 naselja.
Općine su:
- Smederevo
- Smederevska Palanka
- Velika Plana

## Stanovništvo
Prema podacima iz 2002. godine, stanovništvo čine:
- Srbi = 202 008 (96.1%)
- Romi = 2 541 (1.2%)
- Crnogorci = 774 (0.4%)
- Makedonci = 555 (0.3%)
- Jugoslaveni = 471 (0.2%)
- Hrvati = 326 (0.2%)
- Mađari = 186 (0.1%)
- Rumunji = 136 (0.1%)
- ostali = 3 293 (1.4%)

## Razvoj stanovništva
| Godina | Stanovništvo |
| ------ | ------------ |
| 1948.  | 153 423      |
| 1961.  | 180 558      |
| 1971.  | 197 656      |
| 1981.  | 220 930      |
| 1991.  | 226 589      |
| 2002.  | 210 290      |

## Vanjske poveznice
- Službena stranica Podunavskog okruga